# Base chinoise de Doraleh
La base de Doraleh est la première base militaire établie par la Chine à l'étranger. Construite en 2017, elle est située à Djibouti, dans le port de Doraleh, à environ 8 km à l'ouest de la ville de Djibouti.

## Contexte

### Situation géographique et géostratégique
Djibouti est situé à proximité immédiate de la mer Rouge et du détroit de Bab-el-Mandeb, qui sont d'un intérêt économique et géostratégique majeur à l'échelle mondiale. En effet, 10 % du fret maritime mondiale passe par ce détroit soit 16 000 à 18 000 navires chaque année. Un grand nombre de pays dépendent et profitent du commerce qui transite en mer Rouge, dont la Chine. 
Avant la construction de la base chinoise, Djibouti accueille déjà plusieurs bases militaires : française (depuis 1977), américaine (depuis 2002), japonaise (depuis 2011) et italienne (depuis 2014). Cette présence militaire permet de sécuriser les flux commerciaux, de lutter contre le terrorisme et la piraterie mais également de réguler les différents trafics (humains, de drogue ou d'armes). Les différentes bases militaires vont jusqu'à poser la question de la souveraineté de Djibouti sur son propre territoire.
90 % de toute la capacité de communication Internet entre l'Europe et l'Asie est acheminée par des câbles sous-marins en mer Rouge. D'après Data Center Dynamics, 17 câbles sous-marins passent par la mer Rouge et relient l'Asie à l'Europe. La guerre du Yémen depuis 2014 puis les attaques des Houthis posent un problème de sécurité et d'accessibilité. 

### Présence chinoise en Afrique
L'évacuation des ressortissants chinois lors de la première guerre civile libyenne montre la limite de la présence militaire chinoise dans la région. Le pays ne dispose en effet pas de base en Afrique.
En parallèle, la Chine investit massivement dans l'économie djiboutienne, au point de devenir en 2013 le premier partenaire économique du pays. L'entreprise China Merchants Port Holdings détient notamment 23,5 % du capital du port de Djibouti, dont le terminal de Doraleh avoisine la base militaire chinoise.

## Historique
La construction de cette base s'inscrit dans la continuité du projet dévoilée en 2013 par Xi Jinping de Nouvelle route de la soie qui a pour but à la fois d'accroître l'influence chinoise dans le monde et de développer l'économie chinoise.
Un accord est signé en 2015 entre le gouvernement de Djibouti et la Chine pour la construction d'une base militaire sur le sol djiboutien. Moins d'un an et demi plus tard, la base est inaugurée. L'accord entre les deux pays concerne un bail de 10 ans avec une redevance annuelle de 20 millions de dollars payée par la Chine à Djibouti. La base continue par la suite d'être développée : une jetée de 380 mètres est inaugurée en 2021, permettant notamment d'accueillir des navires de grand tonnage comme des porte-hélicoptères.
En 2018, l'armée américaine accuse l'armée chinoise d'avoir utilisé des lasers, positionnés sur la base chinoise, pour aveugler les pilotes d'un C-130 Hercules. Aucune preuve n'est toutefois avancée par les Américains pour appuyer ces allégations.

## Description
La base chinoise de Doraleh, d'une surface de 36 ha, est plus petite que ses équivalents français (418 ha) et américain (200 ha) à Djibouti. La base militaire possède les infrastructures d'une base navale et d'une base aérienne, avec un héliport pouvant se transformer en piste de lancement pour drones selon les services de renseignement occidentaux. La base possède aussi des dépôts de carburants, des stockages de munitions, un hôpital, des baraquements, des installations d'entraînement, une installation administrative et des garages.
Le flou demeure sur le nombre de militaires accueillis sur la base : officiellement, 400 militaires y sont présents, mais des analystes occidentaux estiment que la population de la base pourrait être de 5 000, voire 10 000 personnes,.

## Enjeux
Officiellement, cette base chinoise doit servir de point d'appui pour l'évacuation éventuelle de ses ressortissants, au nombre d'un million en Afrique. Toutefois, cette base pourrait être utilisée à d'autres fins, notamment de renseignement, de lutte antiterroriste ou de défense des intérêts chinois dans la région.
D'un point de vue régional, cette implantation chinoise à Djibouti permet à la Chine de s'assurer une route d'exportation vers son territoire pour les produits manufacturés produits dans ses usines en Éthiopie, ainsi que pour les ressources naturelles extraites des mines chinoises en Afrique. Les échanges commerciaux entre la Chine et l'Afrique sont en effet particulièrement importants : ils s'élèvent en 2022 à 282 milliards de dollars. La base de Doraleh permet aussi à la Chine de surveiller les espaces maritimes environnants et de protéger ainsi ses intérêts commerciaux,.
La base est au cœur du dispositif d'investissement chinois à Djibouti. En 2017, Pékin met ainsi en jeu 14 milliards de dollars dans des infrastructures à Djibouti. La base militaire est en effet située entre la zone franche de Djibouti et le port de Doraleh, tous deux construits par la Chine. Le terminus de la ligne ferroviaire Djibouti-Addis-Abeba, également financée par le gouvernement chinois, se trouve aussi à proximité. Des projets d'oléoducs et d'un gazoduc existent également et visent à relier le Sud-Soudan et Djibouti. Le président djiboutien cherche également à construire une base de lancement spatial en partenariat avec une entreprise chinoise. 
De plus, la base militaire chinoise de Doraleh est située à proximité des câbles internet sous-marins reliant Djibouti à l'Europe et à l'Asie ; ceci alimente les inquiétudes sur la sécurité de ces câbles, alors que l'Armée populaire de libération pourrait mener des activités de guerre électronique sur la base.